# Маргуліс Борис Борисович
Маргуліс Борис Борисович (1894 або 1895, Київ — 26 листопада 1937, Москва, Донський цвинтар) — начальник головного управління шкіряно-взуттєвої промисловості Наркомату легкої промисловості СРСР, політв'язень російських царського та радянського режимів.
Навчався у початковій школі. У 1912—1914 рр. був агітатором РСДРП у Києві. Арештований у 1915 році. Засуджений Київським військовим судом за ч. 1 ст. 102 Кримінального уложення за роботу у підпільній друкарні на 2 роки та 8 місяців каторги. Відбував покарання у Києві в Лук'янівській в'язниці. Вийшов на волю 3 березня 1917 року в ході Лютневої революції.
У 1937 р. виключений з ВКП(б). Заарештований 31 липня 1937 року. Засуджений Воєнною колегією Верховного суду СРСР 25 листопада 1937 року до розстрілу. Реабілітований 24 вересня 1955 року.